# Katastrofa lotu Aerofłot 7841
Katastrofa lotu Aerofłot 7841 – katastrofa lotnicza, która wydarzyła się 1 lutego 1985 roku. Tupolew Tu-134 należący do linii Aerofłot rozbił się około 10 minut po starcie z lotniska w Mińsku na Białorusi (wówczas Białoruska SRR). Zginęło 58 osób, przeżyły 22. Przyczyną katastrofy był lód na skrzydłach, który oderwał się od skrzydeł i wpadł do silników doprowadzając do ich zgaszenia.

## Samolot
Samolotem, który uległ katastrofie, był radziecki 3-letni Tupolew Tu-134 narodowych linii lotniczych Związku Radzieckiego – Aerofłot. Samolot miał numery rejestracyjne CCCP-65910.

## Przebieg katastrofy
Tego dnia nad Białorusią padał śnieg i panowała niska temperatura. Z portu lotniczego w Mińsku wystartował lot Aerofłot 7841. Około 10 minut po starcie zgasły oba silniki. Piloci podczas próby awaryjnego lądowania w lesie, 10 km od Mińska, doprowadzili do rozbicia się samolotu. Zginęło 58 osób, w tym cała załoga kokpitu. W śledztwie ustalono, że podczas lotu na skrzydłach zgromadził się lód, który zaczął się kruszyć i wpadać do wnętrza silnika, tym samym gasząc go.